# Juan Ramón Rivas
Juan Ramón Rivas Castillo (Orlando, 10 ottobre 1994) è un cestista statunitense con cittadinanza portoricana.

## Carriera
Con Porto Rico ha disputato i Campionati americani del 2017.